# Pyrgocythara helena
Pyrgocythara helena é uma espécie de gastrópode do gênero Pyrgocythara, pertencente a família Mangeliidae.